# الصراط المستقیم الی مستحقی التقدیم
صراط المستقیم الی مستحقی التقدیم، نام کتابی است اثر علی بن محمد بن یونس نباطی. وی انگیزه از تألیف کتاب را در مقدمه آن، سیره علماء پیشین را دلیل و مشوقی برای تألیف کتابی با موضوع معرفه امام دانسته‌است. این کتاب به سال ۸۵۴ ه‍.ق به پایان رسیده‌است. موضوع این کتاب، با محوریت کلام و اثبات امامت و خلافت بلافصل علی بن ابی‌طالب و امامان پس از وی بوده‌است. وی در تألیف این اثر از منابع شیعه و سنی استفاده نموده‌است. در این راستا، به صورت مقدمه، به اثبات واجب الوجود نیز پرداخته شده‌است.

## نویسنده
علی بن محمد بن یونس عاملی نباطی، از ادیبان و متکلمان امامی مذهب در قرن نهم است که اساتید مشخصی ندارد اما مشایخش مشخص اند. وی علاوه بر تبحر در علم کلام، در فرقه‌شناسی، منطق، فقه و تفسیر و حدیث نیز متبحر بود. از وی بیش از ۲۰ رساله و کتاب گزارش شده‌است.

## اهمیت
اهمیت کتاب از دیدگاه سایر دانشمندان شیعه، به قدری بوده‌است که مؤلف کتاب را با این اثر می‌شناساندند. صاحب ریاض این کتاب را کتابی جامع و معروف معرفی می‌کند. سید حسن صدر نیز این کتاب را در توضیح امامت بی نظیر توصیف کرده‌است. علامه امینی نیز از این اثر در تألیف الغدیر بهره برده‌است. مؤلف کتاب در تألیف این اثر، از ۵۲ کتاب بدون واسطه و ۲۳۰ کتاب با واسطه استفاده نموده‌است.

## وضعیت نشر
این اثر توسط مکتبة الحیدریه به چاپ رسیده‌است. همچنین این اثر با تحقیق محمدباقر بهبودی، توسط مکتبه مرتضویه به زبان عربی و در سال ۱۳۸۴ ه‍.ق به زیر چاپ رفته‌است.